# Lenine

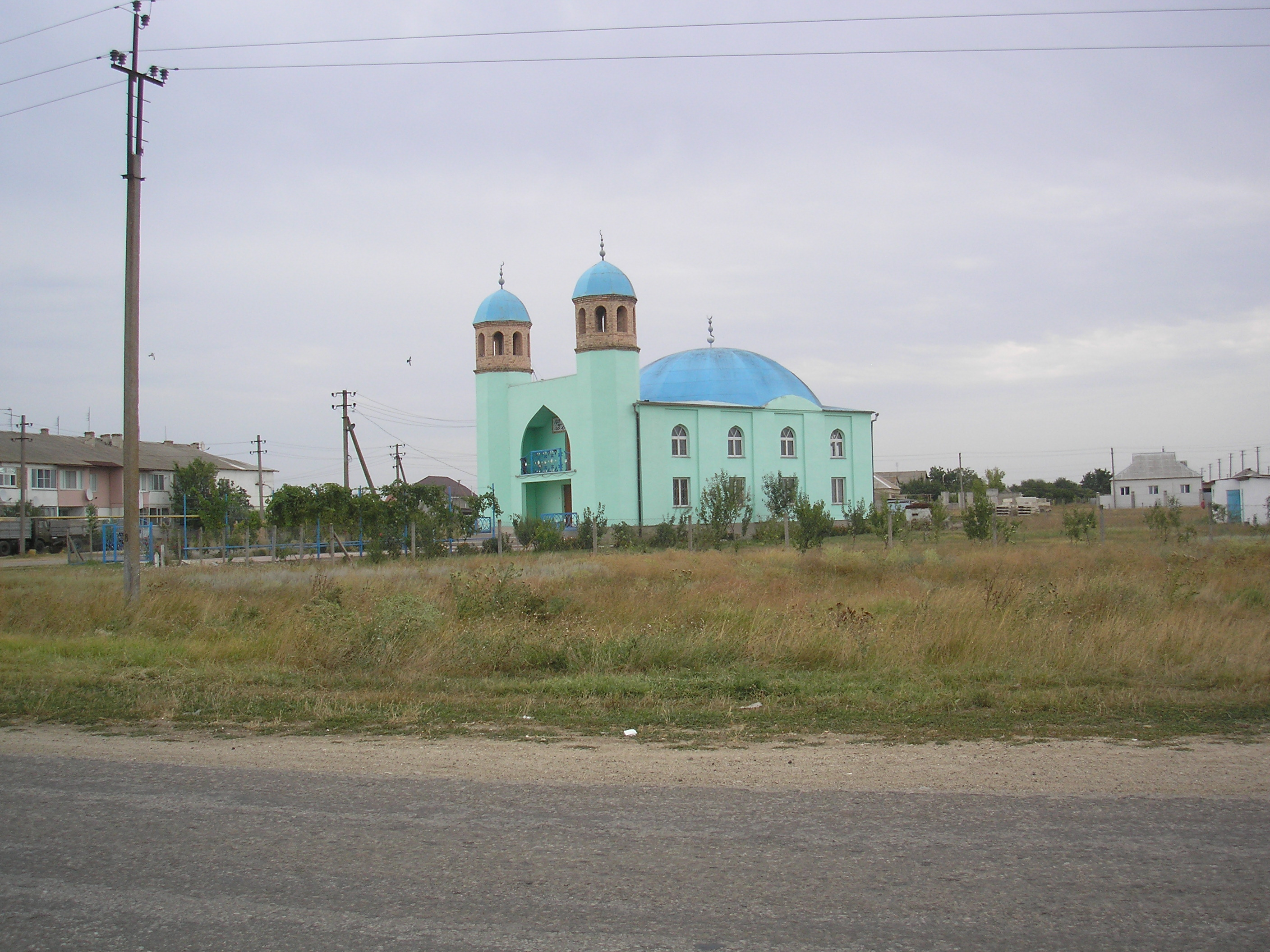
Moschee in der Stadt Lenine

Lenine (ukrainisch Леніне – ukrainisch offiziell seit dem 12. Mai 2016 Jedy-Kujo/Єди-Кую; russisch Ленино Lenino, krimtatarisch Yedi Kuyu) ist eine Siedlung städtischen Typs in der Autonomen Republik Krim mit etwa 8200 Einwohnern (2013).
Sie liegt auf der Halbinsel Kertsch, 156 Kilometer nordöstlich von Simferopol entfernt im Landesinneren um eine Eisenbahnstation herum und ist das Verwaltungszentrum des Rajons Lenine.

## Geschichte
Die Siedlung entstand im Zuge des Baus der Eisenbahnstrecke von Dschankoj nach Kertsch (Zweigstrecke der Eisenbahn Kursk-Charkiw-Sewastopol) Ende des 19. Jahrhunderts und hieß bis 1957 Sem Kolodesei/Sim Kolodjasiw (Семь Колодезей/Сім Колодязів – bedeutet ebenso wie der krimtatarische Name zu deutsch „Sieben Brunnen“) und wurde dann im Zuge der Ernennung zu einer Siedlung städtischen Typs in der Funktion des Rajonszentrums des Rajons Lenine umbenannt. Der Name leitet sich von Lenin ab.

## Bevölkerungsentwicklung
| Jahr      | 1959  | 1970  | 1979  | 1989  | 2001  | 2013  |
| --------- | ----- | ----- | ----- | ----- | ----- | ----- |
| Einwohner | 3.094 | 5.120 | 7.732 | 8.681 | 8.617 | 8.216 |

Quelle: 1959–1989;
2001–2013